# The ArchAndroid (Suites II and III)
The ArchAndroid (Suites II and III) é o álbum de estreia da cantora americana Janelle Monáe, lançado em 18 de maio de 2010 pela Wondaland Arts Society e Bad Boy Records. As sessões de gravações e produções para o álbum aconteceram no Wondaland Studios em Atlanta, e foi principalmente produzido por Monae, Nate Wonder "Rocket", e Relâmpago Chuck, com apenas uma canção sem a produção de Monae.
Consiste na segunda e terceira partes ao conceito das séries Metropolis de Monáe. Incorporando elementos conceituais de música afrofuturista e ficção científica, O ArchAndroid continua com o conto ficcional da série de um androide messiânica e temas líricos característicos sobre o amor, identidade e autorrealização. O álbum tem sido comparado a artistas como David Bowie, Outkast, Prince e Michael Jackson. O álbum conta com colaborações de vários artistas; Saul Williams, Big Boi, of Montreal e de Deep Cotton.
O álbum estreou no número 17 na Billboard 200 dos Estados Unidos, vendendo 21.000 cópias em sua primeira semana. Ele alcançou um sucesso moderado no gráfico e produziu dois singles, "Tightrope" e "Cold War". Após o seu lançamento, The ArchAndroid recebeu aclamação geral dos críticos de música, ganhando elogios por seus temas conceituais e a ampla ecleticidade musical de Monáe. Foi nomeado a melhor álbum de 2010 por vários críticos e ganhou uma nomeação no Grammy Award de Melhor Álbum de R&B Contemporâneo. A partir de 23 fevereiro de 2011, The ArchAndroid já vendeu 141 mil cópias nos Estados Unidos segundo a Nielsen SoundScan.

## Antecedentes

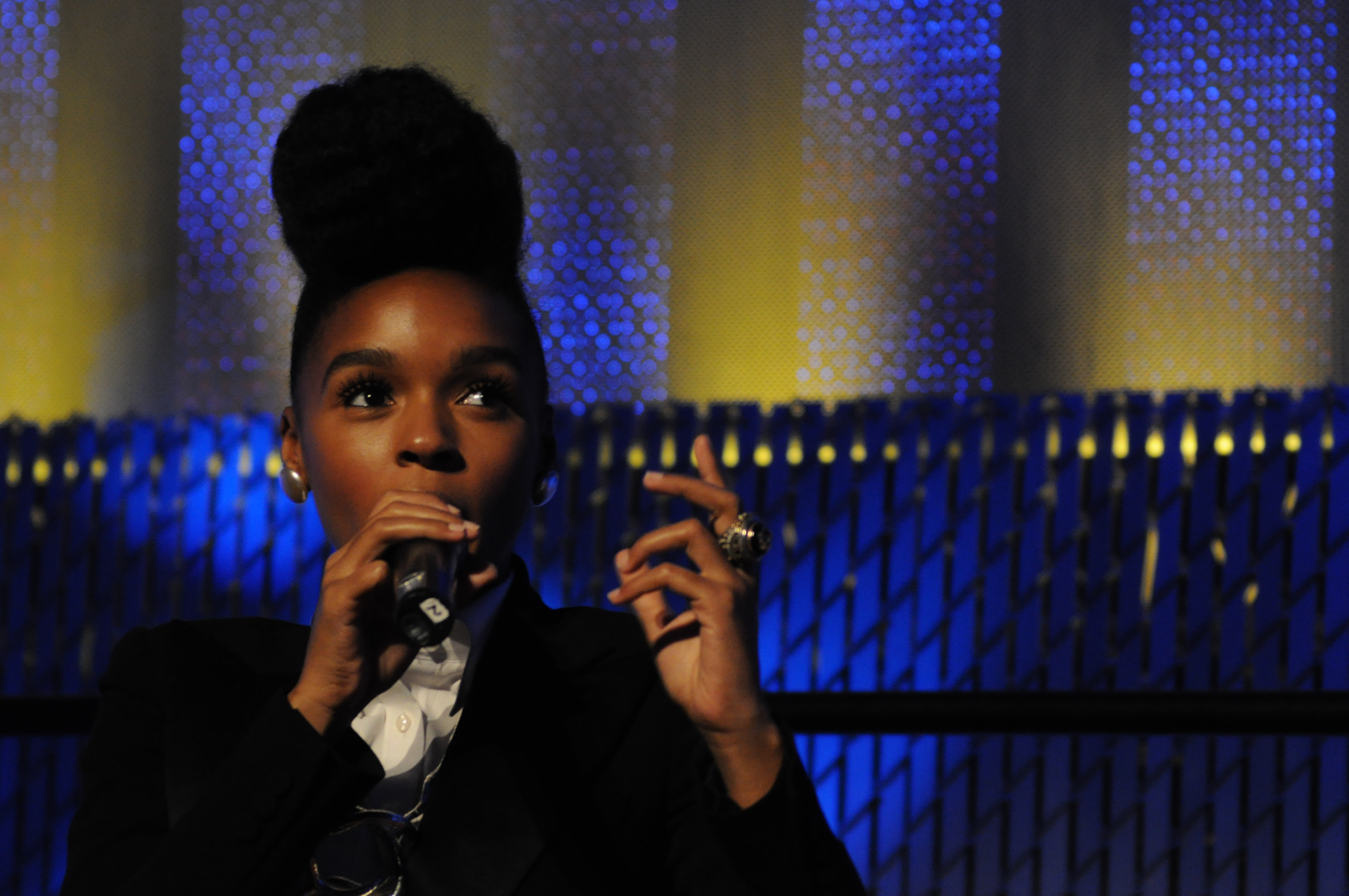
Monae na Conferência Pop 2010 discutindo as várias influências no álbum.

The ArchAndroid é o seguimento do EP de estreia de Janelle Monáe Metropolis: Suite I (The Chase) (2007) e consiste na segunda e terceira partes de sua série de conceito de Metropolis. Parcialmente inspirado no filme de 1927 de mesmo nome, a série envolve o conto ficcional de Cindi Mayweather, um andróide messiânico enviado de volta no tempo para libertar os cidadãos de Metropolis de The Great Divide, uma sociedade secreta que usa o tempo de viagem para suprimir a liberdade e amor. Em uma entrevista para o Chicago Tribune, Monae disse que ela foi inspirada na citação "o mediador entre a cabeça e as mãos deve ser o coração" para o álbum. Ela falou sobre a sua incorporação do andróide como uma metáfora para uma minoria, embora seja o papel de protagonista da história também. Em uma entrevista para Blues & Soul, Monae disse que "ela representa o mediador entre os que têm e os que não têm, a minoria e a maioria. Então, nesse sentido ela é muito semelhante ao Neo, o Arcanjo de 'The Matrix'. E, basicamente, seu retorno vai significar a liberdade para a comunidade androide ".
Monáe disse sobre as sessões de gravação "Durante o último ano e meio, quando estávamos gravando o ArchAndroid, passei por um período muito transformador na minha vida". Monáe completou o álbum em Atlanta nos estúdios Wondaland e noo famoso asilo The Palace of the Dogs. Monáe afirmou que o álbum significa "quebrar as correntes que escravizam as minorias de todos os tipos". Ela disse sobre a gravação do álbum, "No geral, essa música veio de vários cantos do mundo-na Turquia para Praga para Atlanta enquanto estávamos em turnê. Durante a gravação, a gente experimentou sons diferentes. Uma vez que envolveram-se no som, todos nós tinha uma conexão emocional com o álbum. Tenho certeza que transformou minha maneira de pensar, a maneira que eu me aproximo do palco e, em geral, minha vida ".

## Alinhamento de faixas
| N.º | Título                              | Compositor(es)                                                                         | Produtor(es)                                | Duração |  |
| 1.  | "Suite II Overture"                 | Nathaniel Irvin III, Roman GianArthur Irvin, Charles Joseph II, Janelle Monáe Robinson | Roman GianArthur Irvin                      | 2:31    |  |
| 2.  | "Dance or Die" (com Saul Williams)  | Irvin III, Joseph II, Robinson, Saul Williams                                          | Nate Wonder, Chuck Lightning, Janelle Monáe | 3:12    |  |
| 3.  | "Faster"                            | Irvin III, Joseph II, Robinson                                                         | Nate Wonder, Chuck Lightning, Janelle Monáe | 3:19    |  |
| 4.  | "Locked Inside"                     | Irvin III, Robinson                                                                    | Nate Wonder, Chuck Lightning, Janelle Monáe | 4:16    |  |
| 5.  | "Sir Greendown"                     | Irvin III, Joseph II, Robinson                                                         | Nate Wonder, Chuck Lightning, Janelle Monáe | 2:14    |  |
| 6.  | "Cold War"                          | Irvin III, Joseph II, Robinson                                                         | Nate Wonder, Chuck Lightning, Janelle Monáe | 3:23    |  |
| 7.  | "Tightrope" (com Big Boi)           | Irvin III, Joseph II, Antwan Patton, Robinson                                          | Nate Wonder, Chuck Lightning, Janelle Monáe | 4:22    |  |
| 8.  | "Neon Gumbo"                        | Irvin III, Joseph II, Antwan Patton, Robinson                                          | Nate Wonder, Chuck Lightning, Janelle Monáe | 1:37    |  |
| 9.  | "Oh, Maker"                         | Irvin III, Joseph II, Robinson                                                         | Nate Wonder, Chuck Lightning, Janelle Monáe | 3:46    |  |
| 10. | "Come Alive (The War of the Roses)" | Irvin III, Joseph II, Kellis Parker Jr., Robinson                                      | Nate Wonder, Chuck Lightning, Janelle Monáe | 3:22    |  |
| 11. | "Mushrooms & Roses"                 | Irvin III, Joseph II, Robinson                                                         | Nate Wonder, Chuck Lightning, Janelle Monáe | 5:42    |  |
| 12. | "Suite III Overture"                | Irvin III, Irvin, Joseph II, Robinson                                                  | Roman GianArthur Irvin                      | 1:41    |  |
| 13. | "Neon Valley Stree"                 | Irvin III, Joseph II, Robinson                                                         | Nate Wonder, Chuck Lightning, Janelle Monáe | 4:11    |  |
| 14. | "Make the Bus" (com of Montreal)    | Kevin Barnes                                                                           | Kevin Barnes                                | 3:19    |  |
| 15. | "Wondaland"                         | Irvin III, Joseph II, Robinson                                                         | Nate Wonder, Chuck Lightning, Janelle Monáe | 3:36    |  |
| 16. | "57821" (com Deep Cotton)           | Irvin III, Joseph II, Robinson                                                         | Nate Wonder, Chuck Lightning, Janelle Monáe | 3:16    |  |
| 17. | "Say You’ll Go"                     | Irvin III, Irvin, Joseph II, Robinson                                                  | Nate Wonder, Chuck Lightning, Janelle Monáe | 6:01    |  |
| 18. | "BabopbyeYa"                        | Irvin III, Irvin, Joseph II, Robinson                                                  | Roman GianArthur Irvin                      | 8:47    |  |

## Desempenho nas paradas musicais

### Posições
| Tabela (2010)                             | Melhor posição |
| ----------------------------------------- | -------------- |
| Austria (Austrian Albums Chart)           | 63             |
| Bélgica (Belgian Albums Chart (Flanders)) | 57             |
| Alemanha (German Albums Chart)            | 12             |
| Irlanda (Irish Albums Chart               | 24             |
| Espanha (Spanish Albums Chart             | 100            |
| Suiça (Swiss Albums Chart                 | 36             |
| Reino Unido (UK Albums Chart)             | 51             |
| Estados Unidos (Billboard 200)            | 17             |
| Estados Unidos (Top R&B/Hip-Hop Albums)   | 4              |
| Tabela (2011)                             | Melhor posição |
| Dinamarca (Danish Albums Chart)           | 15             |
| Holanda (Dutch Albums Chart)              | 65             |
| Finlândia (Finnish Albums Chart)          | 47             |
| França (French Albums Chart)              | 155            |
| Noruega (Norwegian Albums Chart)          | 22             |
| Reino Unido (UK R&B Albums Chart)         | 11             |